# Jakovci
Jakovci su naselje u Republici Hrvatskoj u Požeško-slavonskoj županiji, u sastavu grada Pakraca.

## Zemljopis
Jakovci se nalaze istočno od Pakraca, na sjevernim obroncima Psunja.

## Stanovništvo
Prema popisu stanovništva iz 2011. godine Jakovci nisu imali stanovnika.
| broj stanovnika | 160   | 190   | 144   | 140   | 158   | 178   | 163   | 202   | 155   | 174   | 170   | 108   | 60    | 39    | 5     |       |       |
|                 | 1857. | 1869. | 1880. | 1890. | 1900. | 1910. | 1921. | 1931. | 1948. | 1953. | 1961. | 1971. | 1981. | 1991. | 2001. | 2011. | 2021. |